# Juan Bono
Juan Bono ( Argentina, 1893 – provincia de Neuquén, marzo de 1979) cuyo nombre completo era Juan Antonio Bono fue un actor de cine y teatro con larga trayectoria en su país. Fue uno de los fundadores de la Asociación Argentina de Actores.

## Teatro
En 1918 debutó en el teatro y desde entonces abordó todos los géneros en el escenario. Su trabajo estuvo relacionado con algunas grandes figuras de la época como Enrique García Velloso, Joaquín de Vedia y Roberto Casaux. A mediados de la década de 1930 formó su propia compañía con la que realizó giras tanto dentro del país como fuera de él, en Colombia, Ecuador, Perú, Puerto Rico, Uruguay y Venezuela.
Se recuerdan actuaciones suyas en 1956 en Diálogos de carmelitas con Gloria Bayardo, Susana Campos, Josefina Díaz, Lalo Hartich, Antonia Herrero, Inés Moreno, Rodolfo Salerno y Elena Travesi y en 1958 en La Mamma junto a Carlos Estrada, Alberto Bello, Dardo Rubén, Franca Boni y Nora Massi, entre otros.
Intervino como intérprete en la grabación realizada para el sello Odeón de la versión sonora de José González Castillo y Cátulo Castillo del Martín Fierro de José Hernández con la intervención de José Rodríguez Fauré y la participación de la Orquesta Sinfónica de Profesores del Teatro Colón de Buenos Aires y Coro, junto a actores de la talla de Eloy Álvarez, Elisardo Santalla y Carlos Perelli, entre otros.

## Cine
En cine trabajó en varias películas a partir de Poncho blanco (1936) y encarnó el papel de Domingo Faustino Sarmiento en tres filmes dirigidos por Luis César Amadori: Almafuerte (1949), El grito sagrado (1954) y El amor nunca muere (1955). Realizó un trabajo notable en Cuarenta años de novios (1963).

## Filmografía
Actor
- Los evadidos   (1964) …Dr. Magariños
- Cuarenta años de novios   (1963)
- El amor nunca muere    (1955)
- Fantoche   (1957)
- El grito sagrado    (1954)
- Almafuerte   (1949)
- Pampa bárbara   (1945)
- Se abre el abismo   (1944) …Juez reemplazante
- Tierra adentro   (1941) …Sargento Maidana
- La vida del gran Sarmiento   (abandonada) (1941)
- La casa de los cuervos   (1941)
- Un bebé de contrabando   (1940)
- Senderos de fe   (1938)
- Pampa y cielo   (1938)
- Kilómetro 111   (1938)
- 24 horas en libertad (1938)
- Viento Norte   (1937)
- Melodías porteñas   (1937)…Comisario Giménez
- Poncho blanco   (1936)

## Televisión
- El mar profundo y azul    (1956)